# Al Festa
Al Festa (eigentlich Alberto Festa, * 9. November 1958 in Rom) ist ein italienischer Musiker, Filmkomponist und Filmregisseur.

## Leben
Erste Kompositionen Festas wurden 1979 veröffentlicht; er schrieb für verschiedene Interpreten wie Dee D. Jackson oder Bianca Neve und veröffentlichte unter eigenem Namen. Daneben zeichnete er für über 100 Videoclips verantwortlich. Nach zwei Musikfilmen und der Filmmusik zu einigen B-Filmen von Bruno Mattei und Claudio Fragasso inszenierte er 1996 den Horrorfilm Fatal Frames (Fotogrammi mortali), bei dem er auch am Skript mitgewirkt hatte.
Im neuen Jahrtausend folgten weitere musikalische und filmische Projekte, darunter die audiovisuelle Rock-Oper „Millennium screams“ und der phantastische Film L'eredità.

## Filmografie
- 1988: GI Killer  (Cop Game)
- 1989: Das Böse ist wieder da (After Death (Oltre la morte))
- 1989: Roboman (Robowar - Robot da guerra)
- 1996: Fatal Frames (Fatal Frames (Fotogrammi mortali)) (auch Regie)